# Franck Sauzée
Franck Sauzée (* 28. Oktober 1965 in Aubenas) ist ein ehemaliger französischer Fußballspieler. Der Mittelfeldspieler war zwischen 1983 und 2002 bei mehreren Vereinen in Frankreich, Italien und Schottland aktiv.

## Karriere

### Verein
Sauzée begann seine Karriere 1973 in der Jugend des unterklassig spielenden Fußballklubs von La Bégude-de-Vals, von dort wechselte er in den Nachwuchs von Montélimar US, wobei er 1982/83 auch für deren Herrenmannschaft in der französischen Viertklassigkeit eingesetzt wurde. 1983 wurde er vom damaligen französischen Zweitligisten FC Sochaux aufgenommen. Fünf Jahre lang hielt er dem Verein die Treue, ehe er im Sommer 1988 nach Marseille wechselte. Dort wurde er auf Anhieb französischer Meister. Zwei weitere Meistertitel im Jahr 1990 und 1992 sollten folgen. Für die Spielzeit 1990/91 war Sauzée an den AS Monaco ausgeliehen. Seinen größten Erfolg mit Olympique konnte er 1993 erreichen, als im Münchner Olympiastadion die UEFA Champions League gewonnen wurde. Am 26. Mai 1993 wurde im Finale der AC Mailand durch einen Treffer von Basile Boli mit 1:0 bezwungen. Sauzée stand die ganzen 90 Minuten auf dem Platz. Obwohl 1993 der Titel in Frankreich verteidigt werden konnte, entschied er sich zur Folgesaison den Hafenstädtern den Rücken zu kehren. Grund dafür war der aberkannte Meistertitel wegen fließender Bestechungsgelder im Ligabetrieb durch den damaligen Vereinspräsident Bernard Tapie und der damit verbundene Zwangsabstieg in die Ligue 2. Einen neuen Vertrag erhielt Sauzée in Italien bei Atalanta Bergamo. Nach nur einer Saison bei den Schwarz-Blauen entschied er sich für eine Rückkehr nach Frankreich und heuerte bei Racing Straßburg an, wo er für zwei Spielzeiten das Trikot der Racings tragen sollte. 1996 erfolgte ein Wechsel innerhalb der Ligue 1 zu HSC Montpellier. Einen erneuten Weg ins Ausland schlug er drei Jahre später ein. In Schottland bei Hibernian Edinburgh fand er einen neuen Arbeitgeber. Dort entwickelte er sich nach einiger Zeit zu Kopf und Kapitän der Mannschaft. Unter seiner Führung etablierte sich das Team in der schottischen Liga und konnte 2001 das Finale des schottischen Pokals erreichen. Dort musste man sich mit 0:3 den Glasgow Rangers geschlagen geben. Im gleichen Jahr konnte der 3. Platz in der höchsten Liga Schottlands erreicht werden und das Team qualifizierte sich für seinen UEFA-Cup-Startplatz. An der Easter Road, der Sportstätte von Hibernian Edinburgh, wird Sauzée noch heute verehrte. Zu aktiven Zeiten wurde er von den Fans „Le God“ (Der Gott) genannt. Mit Ende der Saison 2001/02 beendete er seine Karriere.

### Nationalmannschaft
Sauzée durchlief mehrere Altersgruppen der Französischen Auswahlmannschaften. Zu seinem größten Erfolg auf Länderebene gehört der erste und bisher einzige Sieg bei der U-21-Europameisterschaft mit Frankreich im Jahre 1988. Im Finale gegen die griechische Auswahl steuerte er zwei Tore zum 3:0 bei und ebnete somit den Weg zum Triumph.
Für die A-Nationalmannschaft Frankreichs war er in 39 Partien am Ball, wobei ihm neun Treffer gelangten. Für die Fußball-Europameisterschaft 1992 in Schweden stand er im Kader der Bleus.

## Nach dem Fußball
Nachdem sein ehemaliger Trainer bei Hibernian Edinburgh, Alex McLeish, im Dezember 2001 zu den Glasgow Rangers wechselte, wurde Sauzée Spielertrainer der Hibs. Seine Zeit war allerdings nicht von Erfolg gekrönt, so dass er nach 16 Spielen mit nur einer gewonnenen Partie den Platz wieder räumen musste. Im März 2002 wurde er durch Bobby Williamson ersetzt.
Bis 2020 arbeitete er als Fußballexperte für den französischen Fernsehsender Canal+.

## Erfolge
- Französischer Meister: 1989, 1990, 1992 (alle Titel mit Marseille)
- Französischer Pokalsieger: 1989 (mit Marseille), 1991 (mit Monaco)
- Champions-League-Sieger: 1993 (mit Marseille)